# Сосиете Женерал
„Сосиете Женерал“ (на френски: Société Générale) е банка в Париж, сред най-големите френски финансови конгломерати в Европа.
Банката е основана през 1864 г. под името Société Générale pour favoriser le développement du commerce et de l’industrie en France (Обединена компания за насърчаване на развитието на търговията и индустрията на Франция).

## Ръководство
Председател на съвета на директорите и главен управляващ от 2023 г. е Славомир Крупа.

Капитализацията на банката е 51,1 млрд. евро към 2011 г. 

## Дейност
В сферата на дейност на банката влизат управление на активи, инвестиционно банкиране, финансови услуги на индивидуални, корпоративни и институционални клиенти и др. дейности.
Активите на банката на 1 януари 2007 г. са били $1,26 трлн. (13-о място в списъка на списание The Banker), а капиталът – $29,41 млрд. (26-о място).
Банката има клоновете в 77 страни, в които работят около 160 000 служители. Ежедневно се обслужват повече от 33 милиона клиенти. Екипът на Societe Generale предлага консултации и услуги на в 3 основни бизнес направления.

### В България
През 1999 година „Сосиете Женерал“ купува българската държавна банка „Експресбанк“, към която впоследствие са създадени дъщерните дружества „Sogelease България“, „ALD Automotive“, „Société Générale Факторинг“ и асоциираното дружество животозастрахователната компания „Sogelife България“. В групата работят около 1500 служители. На 15 януари 2019 „Сосиете Женерал“ продава българските си подразделения на унгарската група „ОТП“ и през април 2020 година „Експресбанк“ е слята с притежаваната от „ОТП“ „Банка ДСК“.